# Egbert Douwes

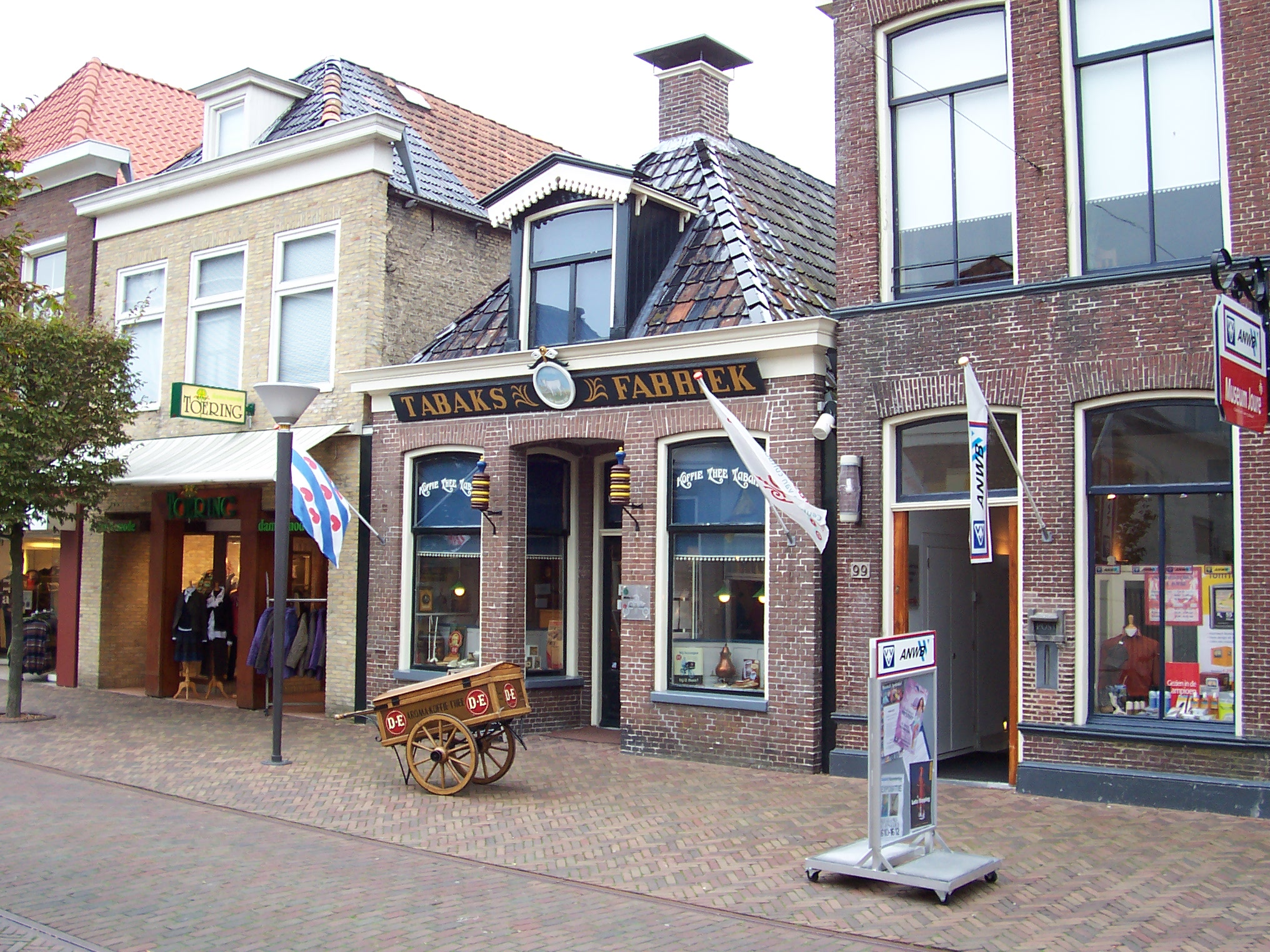
Het winkeltje van Egbert Douwes, nu museumwinkel "De Witte Os", in Joure

Egbert Douwes (Idskenhuizen, 1723 – 1802) was een Nederlands ondernemer die bekend is geworden als oprichter van het bedrijf dat nationaal en later wereldwijd beroemd werd onder de naam van zijn zoon, Egbert junior, die rond 1780 bij het bedrijf in dienst trad.
Oorspronkelijk verkocht Douwes alleen aan de plaatselijke bevolking. Junior bouwde later een regionale reputatie op door de producten van het bedrijf ook elders te leveren aan winkeleigenaren. Zo verbreidde hij langzamerhand de merknaam Douwe Egberts, het latere D.E. Master Blenders 1753, over het land. Geleidelijk aan bouwde de familie Douwes een bedrijf op dat uitgroeide tot Nederlands marktleider in koffie- en theeproducten.